# هاشم العطا
هاشم العطا (12 مارس 1936 - 23 يوليو 1971) هو سياسي وعسكري سوداني من قبيلية الشايقية ، كان عضو مجلس قيادة الثورة الوطنية تحت حكم جعفر النميري، قبل أن ينفذ انقلاباً عليه في 19 يوليو 1971، كان ذلك بمساعدة أعضاء الحزب الشيوعي السوداني الذي كان أحد قادته بهدف الإستيلاء على السلطة. لم ينجح الانقلاب سوى عدة أيام، ليتم بعدها إعدام هاشم العطا وقادة شيوعيين آخرين وحل الحزب.

## حياته
ولد العطا في أم درمان في 12 مارس 1936، بعد تخرجه من المدرسة الثانوية سنة 1957، إلتحق في القوات الجوية السودانية، وتخرج من أكاديميتها برتبة ملازم سنة 1959. انتقل بعدها للدراسة في المملكة المتحدة بين سنتي 1962 حتى 1963، ثم إلى ألمانيا الغربية بين سنتي (1963 - 1964) ثم إلى الجمهورية العربية المتحدة والولايات المتحدة سنة 1965.
عمل هاشم العطا في القيادة المركزية للعمل السوداني بين سنتي (1959 - 1963)، وأصبح مدرساً في مدرسة مشاة البحرية السودانية (1963 - 1965). وبعد ذلك عمل مع القيادة الجنوبية للجيش السوداني من 1966 إلى 1968، ثم أصبح بمثابة ملحق عسكري من (1968 - 1969) في السفارة السودانية في بون، ثم عاصمة ألمانيا الغربية.

## محاكمته وإعدامه
بعد إفشال محاولة الانقلاب في يوليو 1971 تم اعتقال هاشم العطا ومحاكمته برفقة قادة الحزب الشيوعي في ما يُعرف بـ«محاكمة الشجرة» التي ترأسها الرئيس جعفر النميري. وتم الحكم على جميع قادة الانقلاب بالإعدام رمياً بالرصاص، وعلى رأس من تم إعدامهم زعيم الحزب عبد الخالق محجوب، والقائد النقابي الشفيع أحمد الشيخ، والقيادي جوزيف قرنق، والمقدم بابكر النور، والرائد فاروق حمدالله، بالإضافة لهاشم العطا الذي قطع الرصاص جسده، مما تعذر نقل جثمانه لأم درمان.